# Палузі тема
Те́ма Палузі — тема в шаховій композиції в триходівці. Суть теми — в двох варіантах або в загрозі і варіанті триходової задачі білі створюють різні батареї з загрозами подвійного шаху.

## Історія
Ідею запропонував іспанський шаховий композитор Хосе Палузі (26.11.1860 — 22.01.1938).
На кожен захист чорних білі створюють нову батарею з загрозою подвійного шаху. Ідея може повністю проходити, якщо друга батарея з подвійним шахом створюється у варіанті захисту, а перша в загрозі мату.
Ідея дістала назву — тема Палузі.
|   | a | b | c | d | e | f | g | h |   |
| 8 | d8 білий слон · g8 білий слон · a7 чорна тура · e7 чорний пішак · h7 чорний пішак · a6 чорний слон · b6 білий кінь · f6 чорний король · g6 чорний пішак · h6 білий пішак · a5 чорна тура · e5 чорний пішак · g5 біла тура · a4 чорний пішак · c4 чорний пішак · e4 чорний пішак · h4 білий пішак · b3 білий пішак · c3 чорний слон · d3 білий кінь · d2 чорний кінь · e2 білий ферзь · h2 чорний кінь · h1 білий король | d8 білий слон · g8 білий слон · a7 чорна тура · e7 чорний пішак · h7 чорний пішак · a6 чорний слон · b6 білий кінь · f6 чорний король · g6 чорний пішак · h6 білий пішак · a5 чорна тура · e5 чорний пішак · g5 біла тура · a4 чорний пішак · c4 чорний пішак · e4 чорний пішак · h4 білий пішак · b3 білий пішак · c3 чорний слон · d3 білий кінь · d2 чорний кінь · e2 білий ферзь · h2 чорний кінь · h1 білий король | d8 білий слон · g8 білий слон · a7 чорна тура · e7 чорний пішак · h7 чорний пішак · a6 чорний слон · b6 білий кінь · f6 чорний король · g6 чорний пішак · h6 білий пішак · a5 чорна тура · e5 чорний пішак · g5 біла тура · a4 чорний пішак · c4 чорний пішак · e4 чорний пішак · h4 білий пішак · b3 білий пішак · c3 чорний слон · d3 білий кінь · d2 чорний кінь · e2 білий ферзь · h2 чорний кінь · h1 білий король | d8 білий слон · g8 білий слон · a7 чорна тура · e7 чорний пішак · h7 чорний пішак · a6 чорний слон · b6 білий кінь · f6 чорний король · g6 чорний пішак · h6 білий пішак · a5 чорна тура · e5 чорний пішак · g5 біла тура · a4 чорний пішак · c4 чорний пішак · e4 чорний пішак · h4 білий пішак · b3 білий пішак · c3 чорний слон · d3 білий кінь · d2 чорний кінь · e2 білий ферзь · h2 чорний кінь · h1 білий король | d8 білий слон · g8 білий слон · a7 чорна тура · e7 чорний пішак · h7 чорний пішак · a6 чорний слон · b6 білий кінь · f6 чорний король · g6 чорний пішак · h6 білий пішак · a5 чорна тура · e5 чорний пішак · g5 біла тура · a4 чорний пішак · c4 чорний пішак · e4 чорний пішак · h4 білий пішак · b3 білий пішак · c3 чорний слон · d3 білий кінь · d2 чорний кінь · e2 білий ферзь · h2 чорний кінь · h1 білий король | d8 білий слон · g8 білий слон · a7 чорна тура · e7 чорний пішак · h7 чорний пішак · a6 чорний слон · b6 білий кінь · f6 чорний король · g6 чорний пішак · h6 білий пішак · a5 чорна тура · e5 чорний пішак · g5 біла тура · a4 чорний пішак · c4 чорний пішак · e4 чорний пішак · h4 білий пішак · b3 білий пішак · c3 чорний слон · d3 білий кінь · d2 чорний кінь · e2 білий ферзь · h2 чорний кінь · h1 білий король | d8 білий слон · g8 білий слон · a7 чорна тура · e7 чорний пішак · h7 чорний пішак · a6 чорний слон · b6 білий кінь · f6 чорний король · g6 чорний пішак · h6 білий пішак · a5 чорна тура · e5 чорний пішак · g5 біла тура · a4 чорний пішак · c4 чорний пішак · e4 чорний пішак · h4 білий пішак · b3 білий пішак · c3 чорний слон · d3 білий кінь · d2 чорний кінь · e2 білий ферзь · h2 чорний кінь · h1 білий король | d8 білий слон · g8 білий слон · a7 чорна тура · e7 чорний пішак · h7 чорний пішак · a6 чорний слон · b6 білий кінь · f6 чорний король · g6 чорний пішак · h6 білий пішак · a5 чорна тура · e5 чорний пішак · g5 біла тура · a4 чорний пішак · c4 чорний пішак · e4 чорний пішак · h4 білий пішак · b3 білий пішак · c3 чорний слон · d3 білий кінь · d2 чорний кінь · e2 білий ферзь · h2 чорний кінь · h1 білий король | 8 |
| 7 | d8 білий слон · g8 білий слон · a7 чорна тура · e7 чорний пішак · h7 чорний пішак · a6 чорний слон · b6 білий кінь · f6 чорний король · g6 чорний пішак · h6 білий пішак · a5 чорна тура · e5 чорний пішак · g5 біла тура · a4 чорний пішак · c4 чорний пішак · e4 чорний пішак · h4 білий пішак · b3 білий пішак · c3 чорний слон · d3 білий кінь · d2 чорний кінь · e2 білий ферзь · h2 чорний кінь · h1 білий король | d8 білий слон · g8 білий слон · a7 чорна тура · e7 чорний пішак · h7 чорний пішак · a6 чорний слон · b6 білий кінь · f6 чорний король · g6 чорний пішак · h6 білий пішак · a5 чорна тура · e5 чорний пішак · g5 біла тура · a4 чорний пішак · c4 чорний пішак · e4 чорний пішак · h4 білий пішак · b3 білий пішак · c3 чорний слон · d3 білий кінь · d2 чорний кінь · e2 білий ферзь · h2 чорний кінь · h1 білий король | d8 білий слон · g8 білий слон · a7 чорна тура · e7 чорний пішак · h7 чорний пішак · a6 чорний слон · b6 білий кінь · f6 чорний король · g6 чорний пішак · h6 білий пішак · a5 чорна тура · e5 чорний пішак · g5 біла тура · a4 чорний пішак · c4 чорний пішак · e4 чорний пішак · h4 білий пішак · b3 білий пішак · c3 чорний слон · d3 білий кінь · d2 чорний кінь · e2 білий ферзь · h2 чорний кінь · h1 білий король | d8 білий слон · g8 білий слон · a7 чорна тура · e7 чорний пішак · h7 чорний пішак · a6 чорний слон · b6 білий кінь · f6 чорний король · g6 чорний пішак · h6 білий пішак · a5 чорна тура · e5 чорний пішак · g5 біла тура · a4 чорний пішак · c4 чорний пішак · e4 чорний пішак · h4 білий пішак · b3 білий пішак · c3 чорний слон · d3 білий кінь · d2 чорний кінь · e2 білий ферзь · h2 чорний кінь · h1 білий король | d8 білий слон · g8 білий слон · a7 чорна тура · e7 чорний пішак · h7 чорний пішак · a6 чорний слон · b6 білий кінь · f6 чорний король · g6 чорний пішак · h6 білий пішак · a5 чорна тура · e5 чорний пішак · g5 біла тура · a4 чорний пішак · c4 чорний пішак · e4 чорний пішак · h4 білий пішак · b3 білий пішак · c3 чорний слон · d3 білий кінь · d2 чорний кінь · e2 білий ферзь · h2 чорний кінь · h1 білий король | d8 білий слон · g8 білий слон · a7 чорна тура · e7 чорний пішак · h7 чорний пішак · a6 чорний слон · b6 білий кінь · f6 чорний король · g6 чорний пішак · h6 білий пішак · a5 чорна тура · e5 чорний пішак · g5 біла тура · a4 чорний пішак · c4 чорний пішак · e4 чорний пішак · h4 білий пішак · b3 білий пішак · c3 чорний слон · d3 білий кінь · d2 чорний кінь · e2 білий ферзь · h2 чорний кінь · h1 білий король | d8 білий слон · g8 білий слон · a7 чорна тура · e7 чорний пішак · h7 чорний пішак · a6 чорний слон · b6 білий кінь · f6 чорний король · g6 чорний пішак · h6 білий пішак · a5 чорна тура · e5 чорний пішак · g5 біла тура · a4 чорний пішак · c4 чорний пішак · e4 чорний пішак · h4 білий пішак · b3 білий пішак · c3 чорний слон · d3 білий кінь · d2 чорний кінь · e2 білий ферзь · h2 чорний кінь · h1 білий король | d8 білий слон · g8 білий слон · a7 чорна тура · e7 чорний пішак · h7 чорний пішак · a6 чорний слон · b6 білий кінь · f6 чорний король · g6 чорний пішак · h6 білий пішак · a5 чорна тура · e5 чорний пішак · g5 біла тура · a4 чорний пішак · c4 чорний пішак · e4 чорний пішак · h4 білий пішак · b3 білий пішак · c3 чорний слон · d3 білий кінь · d2 чорний кінь · e2 білий ферзь · h2 чорний кінь · h1 білий король | 7 |
| 6 | d8 білий слон · g8 білий слон · a7 чорна тура · e7 чорний пішак · h7 чорний пішак · a6 чорний слон · b6 білий кінь · f6 чорний король · g6 чорний пішак · h6 білий пішак · a5 чорна тура · e5 чорний пішак · g5 біла тура · a4 чорний пішак · c4 чорний пішак · e4 чорний пішак · h4 білий пішак · b3 білий пішак · c3 чорний слон · d3 білий кінь · d2 чорний кінь · e2 білий ферзь · h2 чорний кінь · h1 білий король | d8 білий слон · g8 білий слон · a7 чорна тура · e7 чорний пішак · h7 чорний пішак · a6 чорний слон · b6 білий кінь · f6 чорний король · g6 чорний пішак · h6 білий пішак · a5 чорна тура · e5 чорний пішак · g5 біла тура · a4 чорний пішак · c4 чорний пішак · e4 чорний пішак · h4 білий пішак · b3 білий пішак · c3 чорний слон · d3 білий кінь · d2 чорний кінь · e2 білий ферзь · h2 чорний кінь · h1 білий король | d8 білий слон · g8 білий слон · a7 чорна тура · e7 чорний пішак · h7 чорний пішак · a6 чорний слон · b6 білий кінь · f6 чорний король · g6 чорний пішак · h6 білий пішак · a5 чорна тура · e5 чорний пішак · g5 біла тура · a4 чорний пішак · c4 чорний пішак · e4 чорний пішак · h4 білий пішак · b3 білий пішак · c3 чорний слон · d3 білий кінь · d2 чорний кінь · e2 білий ферзь · h2 чорний кінь · h1 білий король | d8 білий слон · g8 білий слон · a7 чорна тура · e7 чорний пішак · h7 чорний пішак · a6 чорний слон · b6 білий кінь · f6 чорний король · g6 чорний пішак · h6 білий пішак · a5 чорна тура · e5 чорний пішак · g5 біла тура · a4 чорний пішак · c4 чорний пішак · e4 чорний пішак · h4 білий пішак · b3 білий пішак · c3 чорний слон · d3 білий кінь · d2 чорний кінь · e2 білий ферзь · h2 чорний кінь · h1 білий король | d8 білий слон · g8 білий слон · a7 чорна тура · e7 чорний пішак · h7 чорний пішак · a6 чорний слон · b6 білий кінь · f6 чорний король · g6 чорний пішак · h6 білий пішак · a5 чорна тура · e5 чорний пішак · g5 біла тура · a4 чорний пішак · c4 чорний пішак · e4 чорний пішак · h4 білий пішак · b3 білий пішак · c3 чорний слон · d3 білий кінь · d2 чорний кінь · e2 білий ферзь · h2 чорний кінь · h1 білий король | d8 білий слон · g8 білий слон · a7 чорна тура · e7 чорний пішак · h7 чорний пішак · a6 чорний слон · b6 білий кінь · f6 чорний король · g6 чорний пішак · h6 білий пішак · a5 чорна тура · e5 чорний пішак · g5 біла тура · a4 чорний пішак · c4 чорний пішак · e4 чорний пішак · h4 білий пішак · b3 білий пішак · c3 чорний слон · d3 білий кінь · d2 чорний кінь · e2 білий ферзь · h2 чорний кінь · h1 білий король | d8 білий слон · g8 білий слон · a7 чорна тура · e7 чорний пішак · h7 чорний пішак · a6 чорний слон · b6 білий кінь · f6 чорний король · g6 чорний пішак · h6 білий пішак · a5 чорна тура · e5 чорний пішак · g5 біла тура · a4 чорний пішак · c4 чорний пішак · e4 чорний пішак · h4 білий пішак · b3 білий пішак · c3 чорний слон · d3 білий кінь · d2 чорний кінь · e2 білий ферзь · h2 чорний кінь · h1 білий король | d8 білий слон · g8 білий слон · a7 чорна тура · e7 чорний пішак · h7 чорний пішак · a6 чорний слон · b6 білий кінь · f6 чорний король · g6 чорний пішак · h6 білий пішак · a5 чорна тура · e5 чорний пішак · g5 біла тура · a4 чорний пішак · c4 чорний пішак · e4 чорний пішак · h4 білий пішак · b3 білий пішак · c3 чорний слон · d3 білий кінь · d2 чорний кінь · e2 білий ферзь · h2 чорний кінь · h1 білий король | 6 |
| 5 | d8 білий слон · g8 білий слон · a7 чорна тура · e7 чорний пішак · h7 чорний пішак · a6 чорний слон · b6 білий кінь · f6 чорний король · g6 чорний пішак · h6 білий пішак · a5 чорна тура · e5 чорний пішак · g5 біла тура · a4 чорний пішак · c4 чорний пішак · e4 чорний пішак · h4 білий пішак · b3 білий пішак · c3 чорний слон · d3 білий кінь · d2 чорний кінь · e2 білий ферзь · h2 чорний кінь · h1 білий король | d8 білий слон · g8 білий слон · a7 чорна тура · e7 чорний пішак · h7 чорний пішак · a6 чорний слон · b6 білий кінь · f6 чорний король · g6 чорний пішак · h6 білий пішак · a5 чорна тура · e5 чорний пішак · g5 біла тура · a4 чорний пішак · c4 чорний пішак · e4 чорний пішак · h4 білий пішак · b3 білий пішак · c3 чорний слон · d3 білий кінь · d2 чорний кінь · e2 білий ферзь · h2 чорний кінь · h1 білий король | d8 білий слон · g8 білий слон · a7 чорна тура · e7 чорний пішак · h7 чорний пішак · a6 чорний слон · b6 білий кінь · f6 чорний король · g6 чорний пішак · h6 білий пішак · a5 чорна тура · e5 чорний пішак · g5 біла тура · a4 чорний пішак · c4 чорний пішак · e4 чорний пішак · h4 білий пішак · b3 білий пішак · c3 чорний слон · d3 білий кінь · d2 чорний кінь · e2 білий ферзь · h2 чорний кінь · h1 білий король | d8 білий слон · g8 білий слон · a7 чорна тура · e7 чорний пішак · h7 чорний пішак · a6 чорний слон · b6 білий кінь · f6 чорний король · g6 чорний пішак · h6 білий пішак · a5 чорна тура · e5 чорний пішак · g5 біла тура · a4 чорний пішак · c4 чорний пішак · e4 чорний пішак · h4 білий пішак · b3 білий пішак · c3 чорний слон · d3 білий кінь · d2 чорний кінь · e2 білий ферзь · h2 чорний кінь · h1 білий король | d8 білий слон · g8 білий слон · a7 чорна тура · e7 чорний пішак · h7 чорний пішак · a6 чорний слон · b6 білий кінь · f6 чорний король · g6 чорний пішак · h6 білий пішак · a5 чорна тура · e5 чорний пішак · g5 біла тура · a4 чорний пішак · c4 чорний пішак · e4 чорний пішак · h4 білий пішак · b3 білий пішак · c3 чорний слон · d3 білий кінь · d2 чорний кінь · e2 білий ферзь · h2 чорний кінь · h1 білий король | d8 білий слон · g8 білий слон · a7 чорна тура · e7 чорний пішак · h7 чорний пішак · a6 чорний слон · b6 білий кінь · f6 чорний король · g6 чорний пішак · h6 білий пішак · a5 чорна тура · e5 чорний пішак · g5 біла тура · a4 чорний пішак · c4 чорний пішак · e4 чорний пішак · h4 білий пішак · b3 білий пішак · c3 чорний слон · d3 білий кінь · d2 чорний кінь · e2 білий ферзь · h2 чорний кінь · h1 білий король | d8 білий слон · g8 білий слон · a7 чорна тура · e7 чорний пішак · h7 чорний пішак · a6 чорний слон · b6 білий кінь · f6 чорний король · g6 чорний пішак · h6 білий пішак · a5 чорна тура · e5 чорний пішак · g5 біла тура · a4 чорний пішак · c4 чорний пішак · e4 чорний пішак · h4 білий пішак · b3 білий пішак · c3 чорний слон · d3 білий кінь · d2 чорний кінь · e2 білий ферзь · h2 чорний кінь · h1 білий король | d8 білий слон · g8 білий слон · a7 чорна тура · e7 чорний пішак · h7 чорний пішак · a6 чорний слон · b6 білий кінь · f6 чорний король · g6 чорний пішак · h6 білий пішак · a5 чорна тура · e5 чорний пішак · g5 біла тура · a4 чорний пішак · c4 чорний пішак · e4 чорний пішак · h4 білий пішак · b3 білий пішак · c3 чорний слон · d3 білий кінь · d2 чорний кінь · e2 білий ферзь · h2 чорний кінь · h1 білий король | 5 |
| 4 | d8 білий слон · g8 білий слон · a7 чорна тура · e7 чорний пішак · h7 чорний пішак · a6 чорний слон · b6 білий кінь · f6 чорний король · g6 чорний пішак · h6 білий пішак · a5 чорна тура · e5 чорний пішак · g5 біла тура · a4 чорний пішак · c4 чорний пішак · e4 чорний пішак · h4 білий пішак · b3 білий пішак · c3 чорний слон · d3 білий кінь · d2 чорний кінь · e2 білий ферзь · h2 чорний кінь · h1 білий король | d8 білий слон · g8 білий слон · a7 чорна тура · e7 чорний пішак · h7 чорний пішак · a6 чорний слон · b6 білий кінь · f6 чорний король · g6 чорний пішак · h6 білий пішак · a5 чорна тура · e5 чорний пішак · g5 біла тура · a4 чорний пішак · c4 чорний пішак · e4 чорний пішак · h4 білий пішак · b3 білий пішак · c3 чорний слон · d3 білий кінь · d2 чорний кінь · e2 білий ферзь · h2 чорний кінь · h1 білий король | d8 білий слон · g8 білий слон · a7 чорна тура · e7 чорний пішак · h7 чорний пішак · a6 чорний слон · b6 білий кінь · f6 чорний король · g6 чорний пішак · h6 білий пішак · a5 чорна тура · e5 чорний пішак · g5 біла тура · a4 чорний пішак · c4 чорний пішак · e4 чорний пішак · h4 білий пішак · b3 білий пішак · c3 чорний слон · d3 білий кінь · d2 чорний кінь · e2 білий ферзь · h2 чорний кінь · h1 білий король | d8 білий слон · g8 білий слон · a7 чорна тура · e7 чорний пішак · h7 чорний пішак · a6 чорний слон · b6 білий кінь · f6 чорний король · g6 чорний пішак · h6 білий пішак · a5 чорна тура · e5 чорний пішак · g5 біла тура · a4 чорний пішак · c4 чорний пішак · e4 чорний пішак · h4 білий пішак · b3 білий пішак · c3 чорний слон · d3 білий кінь · d2 чорний кінь · e2 білий ферзь · h2 чорний кінь · h1 білий король | d8 білий слон · g8 білий слон · a7 чорна тура · e7 чорний пішак · h7 чорний пішак · a6 чорний слон · b6 білий кінь · f6 чорний король · g6 чорний пішак · h6 білий пішак · a5 чорна тура · e5 чорний пішак · g5 біла тура · a4 чорний пішак · c4 чорний пішак · e4 чорний пішак · h4 білий пішак · b3 білий пішак · c3 чорний слон · d3 білий кінь · d2 чорний кінь · e2 білий ферзь · h2 чорний кінь · h1 білий король | d8 білий слон · g8 білий слон · a7 чорна тура · e7 чорний пішак · h7 чорний пішак · a6 чорний слон · b6 білий кінь · f6 чорний король · g6 чорний пішак · h6 білий пішак · a5 чорна тура · e5 чорний пішак · g5 біла тура · a4 чорний пішак · c4 чорний пішак · e4 чорний пішак · h4 білий пішак · b3 білий пішак · c3 чорний слон · d3 білий кінь · d2 чорний кінь · e2 білий ферзь · h2 чорний кінь · h1 білий король | d8 білий слон · g8 білий слон · a7 чорна тура · e7 чорний пішак · h7 чорний пішак · a6 чорний слон · b6 білий кінь · f6 чорний король · g6 чорний пішак · h6 білий пішак · a5 чорна тура · e5 чорний пішак · g5 біла тура · a4 чорний пішак · c4 чорний пішак · e4 чорний пішак · h4 білий пішак · b3 білий пішак · c3 чорний слон · d3 білий кінь · d2 чорний кінь · e2 білий ферзь · h2 чорний кінь · h1 білий король | d8 білий слон · g8 білий слон · a7 чорна тура · e7 чорний пішак · h7 чорний пішак · a6 чорний слон · b6 білий кінь · f6 чорний король · g6 чорний пішак · h6 білий пішак · a5 чорна тура · e5 чорний пішак · g5 біла тура · a4 чорний пішак · c4 чорний пішак · e4 чорний пішак · h4 білий пішак · b3 білий пішак · c3 чорний слон · d3 білий кінь · d2 чорний кінь · e2 білий ферзь · h2 чорний кінь · h1 білий король | 4 |
| 3 | d8 білий слон · g8 білий слон · a7 чорна тура · e7 чорний пішак · h7 чорний пішак · a6 чорний слон · b6 білий кінь · f6 чорний король · g6 чорний пішак · h6 білий пішак · a5 чорна тура · e5 чорний пішак · g5 біла тура · a4 чорний пішак · c4 чорний пішак · e4 чорний пішак · h4 білий пішак · b3 білий пішак · c3 чорний слон · d3 білий кінь · d2 чорний кінь · e2 білий ферзь · h2 чорний кінь · h1 білий король | d8 білий слон · g8 білий слон · a7 чорна тура · e7 чорний пішак · h7 чорний пішак · a6 чорний слон · b6 білий кінь · f6 чорний король · g6 чорний пішак · h6 білий пішак · a5 чорна тура · e5 чорний пішак · g5 біла тура · a4 чорний пішак · c4 чорний пішак · e4 чорний пішак · h4 білий пішак · b3 білий пішак · c3 чорний слон · d3 білий кінь · d2 чорний кінь · e2 білий ферзь · h2 чорний кінь · h1 білий король | d8 білий слон · g8 білий слон · a7 чорна тура · e7 чорний пішак · h7 чорний пішак · a6 чорний слон · b6 білий кінь · f6 чорний король · g6 чорний пішак · h6 білий пішак · a5 чорна тура · e5 чорний пішак · g5 біла тура · a4 чорний пішак · c4 чорний пішак · e4 чорний пішак · h4 білий пішак · b3 білий пішак · c3 чорний слон · d3 білий кінь · d2 чорний кінь · e2 білий ферзь · h2 чорний кінь · h1 білий король | d8 білий слон · g8 білий слон · a7 чорна тура · e7 чорний пішак · h7 чорний пішак · a6 чорний слон · b6 білий кінь · f6 чорний король · g6 чорний пішак · h6 білий пішак · a5 чорна тура · e5 чорний пішак · g5 біла тура · a4 чорний пішак · c4 чорний пішак · e4 чорний пішак · h4 білий пішак · b3 білий пішак · c3 чорний слон · d3 білий кінь · d2 чорний кінь · e2 білий ферзь · h2 чорний кінь · h1 білий король | d8 білий слон · g8 білий слон · a7 чорна тура · e7 чорний пішак · h7 чорний пішак · a6 чорний слон · b6 білий кінь · f6 чорний король · g6 чорний пішак · h6 білий пішак · a5 чорна тура · e5 чорний пішак · g5 біла тура · a4 чорний пішак · c4 чорний пішак · e4 чорний пішак · h4 білий пішак · b3 білий пішак · c3 чорний слон · d3 білий кінь · d2 чорний кінь · e2 білий ферзь · h2 чорний кінь · h1 білий король | d8 білий слон · g8 білий слон · a7 чорна тура · e7 чорний пішак · h7 чорний пішак · a6 чорний слон · b6 білий кінь · f6 чорний король · g6 чорний пішак · h6 білий пішак · a5 чорна тура · e5 чорний пішак · g5 біла тура · a4 чорний пішак · c4 чорний пішак · e4 чорний пішак · h4 білий пішак · b3 білий пішак · c3 чорний слон · d3 білий кінь · d2 чорний кінь · e2 білий ферзь · h2 чорний кінь · h1 білий король | d8 білий слон · g8 білий слон · a7 чорна тура · e7 чорний пішак · h7 чорний пішак · a6 чорний слон · b6 білий кінь · f6 чорний король · g6 чорний пішак · h6 білий пішак · a5 чорна тура · e5 чорний пішак · g5 біла тура · a4 чорний пішак · c4 чорний пішак · e4 чорний пішак · h4 білий пішак · b3 білий пішак · c3 чорний слон · d3 білий кінь · d2 чорний кінь · e2 білий ферзь · h2 чорний кінь · h1 білий король | d8 білий слон · g8 білий слон · a7 чорна тура · e7 чорний пішак · h7 чорний пішак · a6 чорний слон · b6 білий кінь · f6 чорний король · g6 чорний пішак · h6 білий пішак · a5 чорна тура · e5 чорний пішак · g5 біла тура · a4 чорний пішак · c4 чорний пішак · e4 чорний пішак · h4 білий пішак · b3 білий пішак · c3 чорний слон · d3 білий кінь · d2 чорний кінь · e2 білий ферзь · h2 чорний кінь · h1 білий король | 3 |
| 2 | d8 білий слон · g8 білий слон · a7 чорна тура · e7 чорний пішак · h7 чорний пішак · a6 чорний слон · b6 білий кінь · f6 чорний король · g6 чорний пішак · h6 білий пішак · a5 чорна тура · e5 чорний пішак · g5 біла тура · a4 чорний пішак · c4 чорний пішак · e4 чорний пішак · h4 білий пішак · b3 білий пішак · c3 чорний слон · d3 білий кінь · d2 чорний кінь · e2 білий ферзь · h2 чорний кінь · h1 білий король | d8 білий слон · g8 білий слон · a7 чорна тура · e7 чорний пішак · h7 чорний пішак · a6 чорний слон · b6 білий кінь · f6 чорний король · g6 чорний пішак · h6 білий пішак · a5 чорна тура · e5 чорний пішак · g5 біла тура · a4 чорний пішак · c4 чорний пішак · e4 чорний пішак · h4 білий пішак · b3 білий пішак · c3 чорний слон · d3 білий кінь · d2 чорний кінь · e2 білий ферзь · h2 чорний кінь · h1 білий король | d8 білий слон · g8 білий слон · a7 чорна тура · e7 чорний пішак · h7 чорний пішак · a6 чорний слон · b6 білий кінь · f6 чорний король · g6 чорний пішак · h6 білий пішак · a5 чорна тура · e5 чорний пішак · g5 біла тура · a4 чорний пішак · c4 чорний пішак · e4 чорний пішак · h4 білий пішак · b3 білий пішак · c3 чорний слон · d3 білий кінь · d2 чорний кінь · e2 білий ферзь · h2 чорний кінь · h1 білий король | d8 білий слон · g8 білий слон · a7 чорна тура · e7 чорний пішак · h7 чорний пішак · a6 чорний слон · b6 білий кінь · f6 чорний король · g6 чорний пішак · h6 білий пішак · a5 чорна тура · e5 чорний пішак · g5 біла тура · a4 чорний пішак · c4 чорний пішак · e4 чорний пішак · h4 білий пішак · b3 білий пішак · c3 чорний слон · d3 білий кінь · d2 чорний кінь · e2 білий ферзь · h2 чорний кінь · h1 білий король | d8 білий слон · g8 білий слон · a7 чорна тура · e7 чорний пішак · h7 чорний пішак · a6 чорний слон · b6 білий кінь · f6 чорний король · g6 чорний пішак · h6 білий пішак · a5 чорна тура · e5 чорний пішак · g5 біла тура · a4 чорний пішак · c4 чорний пішак · e4 чорний пішак · h4 білий пішак · b3 білий пішак · c3 чорний слон · d3 білий кінь · d2 чорний кінь · e2 білий ферзь · h2 чорний кінь · h1 білий король | d8 білий слон · g8 білий слон · a7 чорна тура · e7 чорний пішак · h7 чорний пішак · a6 чорний слон · b6 білий кінь · f6 чорний король · g6 чорний пішак · h6 білий пішак · a5 чорна тура · e5 чорний пішак · g5 біла тура · a4 чорний пішак · c4 чорний пішак · e4 чорний пішак · h4 білий пішак · b3 білий пішак · c3 чорний слон · d3 білий кінь · d2 чорний кінь · e2 білий ферзь · h2 чорний кінь · h1 білий король | d8 білий слон · g8 білий слон · a7 чорна тура · e7 чорний пішак · h7 чорний пішак · a6 чорний слон · b6 білий кінь · f6 чорний король · g6 чорний пішак · h6 білий пішак · a5 чорна тура · e5 чорний пішак · g5 біла тура · a4 чорний пішак · c4 чорний пішак · e4 чорний пішак · h4 білий пішак · b3 білий пішак · c3 чорний слон · d3 білий кінь · d2 чорний кінь · e2 білий ферзь · h2 чорний кінь · h1 білий король | d8 білий слон · g8 білий слон · a7 чорна тура · e7 чорний пішак · h7 чорний пішак · a6 чорний слон · b6 білий кінь · f6 чорний король · g6 чорний пішак · h6 білий пішак · a5 чорна тура · e5 чорний пішак · g5 біла тура · a4 чорний пішак · c4 чорний пішак · e4 чорний пішак · h4 білий пішак · b3 білий пішак · c3 чорний слон · d3 білий кінь · d2 чорний кінь · e2 білий ферзь · h2 чорний кінь · h1 білий король | 2 |
| 1 | d8 білий слон · g8 білий слон · a7 чорна тура · e7 чорний пішак · h7 чорний пішак · a6 чорний слон · b6 білий кінь · f6 чорний король · g6 чорний пішак · h6 білий пішак · a5 чорна тура · e5 чорний пішак · g5 біла тура · a4 чорний пішак · c4 чорний пішак · e4 чорний пішак · h4 білий пішак · b3 білий пішак · c3 чорний слон · d3 білий кінь · d2 чорний кінь · e2 білий ферзь · h2 чорний кінь · h1 білий король | d8 білий слон · g8 білий слон · a7 чорна тура · e7 чорний пішак · h7 чорний пішак · a6 чорний слон · b6 білий кінь · f6 чорний король · g6 чорний пішак · h6 білий пішак · a5 чорна тура · e5 чорний пішак · g5 біла тура · a4 чорний пішак · c4 чорний пішак · e4 чорний пішак · h4 білий пішак · b3 білий пішак · c3 чорний слон · d3 білий кінь · d2 чорний кінь · e2 білий ферзь · h2 чорний кінь · h1 білий король | d8 білий слон · g8 білий слон · a7 чорна тура · e7 чорний пішак · h7 чорний пішак · a6 чорний слон · b6 білий кінь · f6 чорний король · g6 чорний пішак · h6 білий пішак · a5 чорна тура · e5 чорний пішак · g5 біла тура · a4 чорний пішак · c4 чорний пішак · e4 чорний пішак · h4 білий пішак · b3 білий пішак · c3 чорний слон · d3 білий кінь · d2 чорний кінь · e2 білий ферзь · h2 чорний кінь · h1 білий король | d8 білий слон · g8 білий слон · a7 чорна тура · e7 чорний пішак · h7 чорний пішак · a6 чорний слон · b6 білий кінь · f6 чорний король · g6 чорний пішак · h6 білий пішак · a5 чорна тура · e5 чорний пішак · g5 біла тура · a4 чорний пішак · c4 чорний пішак · e4 чорний пішак · h4 білий пішак · b3 білий пішак · c3 чорний слон · d3 білий кінь · d2 чорний кінь · e2 білий ферзь · h2 чорний кінь · h1 білий король | d8 білий слон · g8 білий слон · a7 чорна тура · e7 чорний пішак · h7 чорний пішак · a6 чорний слон · b6 білий кінь · f6 чорний король · g6 чорний пішак · h6 білий пішак · a5 чорна тура · e5 чорний пішак · g5 біла тура · a4 чорний пішак · c4 чорний пішак · e4 чорний пішак · h4 білий пішак · b3 білий пішак · c3 чорний слон · d3 білий кінь · d2 чорний кінь · e2 білий ферзь · h2 чорний кінь · h1 білий король | d8 білий слон · g8 білий слон · a7 чорна тура · e7 чорний пішак · h7 чорний пішак · a6 чорний слон · b6 білий кінь · f6 чорний король · g6 чорний пішак · h6 білий пішак · a5 чорна тура · e5 чорний пішак · g5 біла тура · a4 чорний пішак · c4 чорний пішак · e4 чорний пішак · h4 білий пішак · b3 білий пішак · c3 чорний слон · d3 білий кінь · d2 чорний кінь · e2 білий ферзь · h2 чорний кінь · h1 білий король | d8 білий слон · g8 білий слон · a7 чорна тура · e7 чорний пішак · h7 чорний пішак · a6 чорний слон · b6 білий кінь · f6 чорний король · g6 чорний пішак · h6 білий пішак · a5 чорна тура · e5 чорний пішак · g5 біла тура · a4 чорний пішак · c4 чорний пішак · e4 чорний пішак · h4 білий пішак · b3 білий пішак · c3 чорний слон · d3 білий кінь · d2 чорний кінь · e2 білий ферзь · h2 чорний кінь · h1 білий король | d8 білий слон · g8 білий слон · a7 чорна тура · e7 чорний пішак · h7 чорний пішак · a6 чорний слон · b6 білий кінь · f6 чорний король · g6 чорний пішак · h6 білий пішак · a5 чорна тура · e5 чорний пішак · g5 біла тура · a4 чорний пішак · c4 чорний пішак · e4 чорний пішак · h4 білий пішак · b3 білий пішак · c3 чорний слон · d3 білий кінь · d2 чорний кінь · e2 білий ферзь · h2 чорний кінь · h1 білий король | 1 |
|   | a | b | c | d | e | f | g | h |   |

FEN: 3B2B1/r3p2p/bN3kpP/r3p1R1/p1p1p2P/1PbN4/3nQ2n/7K
1. Sf2!
1. ... ab 2. Qf1! ~ 3. Se4, Sg4#
1. ... cb 2. Qa6! ~ 3. Sd5, Sd7#